# Gravesano
Gravesano es una comuna suiza del cantón del Tesino, situada en el distrito de Lugano, círculo de Taverne. Limita al norte con la comuna de Bedano, al este con Lamone, al sur con Manno, y al oeste con Alto Malcantone.